# Ван Рипер, Пол
Пол Ван Рипер (род. 5 июля 1938, в Браунсвилле, штат Пенсильвания) — генерал-лейтенант корпуса морской пехоты США (в отставке). Известен своим участием в учениях Millennium Challenge 2002, где, командуя по сценарию войсками технологически отсталой страны Ближнего Востока (предполагался Иран), сумел в короткое время уничтожить авианосную группу противника, активно применявшего высокотехнологичные методы ведения боя.
В настоящее время является председателем совета директоров фонда «Наследие» Корпуса морской пехоты.
В момент выхода в отставку служил командиром Командования боевого развития Корпуса морской пехоты на базе морской пехоты в Куантико, шт. Виргиния.

## Служба в Корпусе морской пехоты
Зачислен в резерв морской пехоты и прошёл первичную подготовку в тренировочном центре Пэррис-Айленд, шт. Южная Каролина в конце 1956 года, поступил на курсы кандидатов в офицеры в июне 1963 года и выпущен в звании 2-го лейтенанта в ноябре 1963 года.
В конце 1965 года служил в Южном Вьетнаме в качестве советника при вьетнамском корпусе морской пехоты, был ранен во время атаки пулемётной точки на рисовом чеке в окрестностях Сайгона, эвакуирован 7 февраля 1966 года. В дальнейшем служил в Египте, Израиле, Ливане и на Окинаве. Командовал 3-м батальоном 7-го полка 1-й дивизии морской пехоты в Южном Вьетнаме в 1968 году, в 1983—1985 годах командовал 2-м батальоном 7-го полка морской пехоты, далее до декабря 1986 года — 4-м полком морской пехоты США. Временно служил в штабе MARCENT/1-го экспедиционного корпуса морской пехоты во время операции «Щит пустыни» и операции «Буря в пустыне» с января по март 1991 года.
Вернувшись в Вашингтон, Ван Рипер служил заместителем начальника штаба по командованию, управлению, связи и компьютеризации, а затем начальником разведки с апреля 1993 года по июль 1995 года. Он был произведён в генерал-лейтенанты и был назначен на свой последний пост 13 июля 1995 года. Вышел в отставку 1 октября 1997 года после 41 года службы.

## После отставки
Ван Рипер получил известность благодаря участию в военной игре Millennium Challenge 2002. Он командовал «красными» и в течение двух дней потопил авианосную группу «синих». Это было достигнуто с помощью асимметричной стратегии. В частности, были использованы старые методы уклонения от электронных средств наблюдения. Ван Рипер использовал курьеров на мотоциклах для передачи приказов войскам и систему световых сигналов времён Второй  мировой войны для взлёта самолётов без использования радио. Он также использовал флот небольших лодок для отслеживания передвижения кораблей противника. Затем он нанёс предупреждающий удар большим количеством противокорабельных ракет, который насытил систему ПВО противника и уничтожил 16 кораблей, включая авианосец, 10 крейсеров и пять из шести десантных кораблей. Если бы это происходило не в штабной игре, а в реальном бою, это привело бы к гибели более 20 тыс. военнослужащих. Вскоре после атаки ракетами, ещё несколько кораблей синих было потоплено малыми катерами-камикадзе.
После того, как игра была остановлена и затем продолжена с другими параметрами, Ван Рипер заявил, что целью игры является подтверждение ложного тезиса
о преимуществах современной военной доктрины ВМС США. Он также критиковал планы США относительно послевоенного Ирака. 24 апреля 2006 года вместе с некоторыми другими отставными генералами призвал к отставке министра обороны США Рамсфельда.

## Награды
Военные награды генерала Ван Риперса включают:
|                                       |            |                                                          |                                                         |
| Золотая звезда повторного награждения |            |                                                          |                                                         |
|                                       | Литера «V» |                                                          |                                                         |
|                                       |            |                                                          | Золотая звезда повторного награждения                   |
|                                       |            | Бронзовая звезда за службу · Бронзовая звезда за службу  |                                                         |
| Бронзовая звезда за службу            |            | Серебряная звезда за службу · Бронзовая звезда за службу | Бронзовая звезда за службу · Бронзовая звезда за службу |
|                                       |            | Золотая звезда повторного награждения                    |                                                         |
|                                       |            |                                                          |                                                         |

| Navy and Marine Corps Parachutist Insignia |                                                                              |                                                            |                                                                                         |                                                                  |
| 1st Row                                    |                                                                              | Серебряная звезда с золотой Звездой повторного награждения | Серебряная звезда с золотой Звездой повторного награждения                              |                                                                  |
| 2nd Row                                    | Орден «Легион почёта»                                                        | Бронзовая звезда с кластером «V»                           | Пурпурное сердце                                                                        | Медаль похвальной службы                                         |
| 3rd Row                                    | Похвальная медаль Объединённого командования                                 | Армейская медаль Объединённого командования                | Медаль «За успехи» ВМС и Корпуса морской пехоты                                         | Боевая ленточка с 1 золотой Звездой повторного награждения       |
| 4th Row                                    | Цитата президента                                                            | Благодарность части Военно-морского флота                  | Похвальная благодарность армейской воинской части с двумя бронзовыми звёздами за службу | Selected Marine Corps Reserve Medal                              |
| 5th Row                                    | Медаль за службу национальной обороне с 1 бронзовой звездой                  | Медаль экспедиционных вооружённых сил                      | Медаль «За службу во Вьетнаме» с 1 серебряной и 1 бронзовой звёздами                    | Медаль за службу в Юго-Западной Азии с 2 бронзовыми звёздами     |
| 6th Row                                    | Лента для развертывания морской флотилии                                     | Navy & Marine Corps Overseas Service Ribbon                | Крест «За храбрость» (Южный Вьетнам) с золотой звездой                                  | Крест «За храбрость» (Южный Вьетнам) с пальмовым листом и рамкой |
| 7th Row                                    | Медаль «За гражданские действия» (Южный Вьетнам) с пальмовым листом и рамкой | Медаль ООН                                                 | Медаль вьетнамской кампании со значком «Пряжка 1960»                                    | Медаль Освобождения Кувейта (Саудовская Аравия)                  |

Он окончил воздушно-десантные и армейские школы армии.
- Примечание. Военнослужащие КМП США с 1942 года вместо значка парашютиста армии неофициально носили значок парашютиста ВМС, в 1963 году указом главного управления кадров 1020 значок был официально переименован в значок парашютиста ВМС и КМП. Морские пехотинцы, проходившие прыжковую подготовку до 1963 года, награждались серебряным значком парашютиста армии, однако, можно встретить изображения, где вместо него носят золотой значок парашютиста ВМС, как это было принято в то время.